# Phoenix Avia
Phoenix Aviation is een Armeense luchtvaartmaatschappij met haar thuisbasis in Jerevan. Naast chartervluchten vanuit Sharjah verhuurt zij ook vliegtuigen aan Afrikaanse luchtvaartmaatschappijen.

## Geschiedenis
Phoenix Avia is opgericht in 2000 en in 2002 gereorganiseerd als een divisie van Phoenix Avia Gulf uit de Verenigde Arabische Emiraten.

## Vloot
De vloot van Phoenix Avia bestaat uit:(april 2007)
- 2 Antonov AN-12BP
- 2 Antonov AN-24RV
- 1 Antonov AN-24V